# Serieåret 1929

## Händelser

### Januari
- 7 januari - Serieversionerna av Buck Rogers och Tarzan, båda tecknade av Hal Foster, börjar publiceras i amerikansk dagspress.

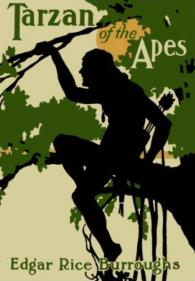
Tarzan

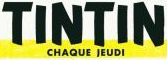
Tintin

- 10 januari – Den belgiske tecknaren Hergé publicerar första avsnittet av Tintin.[1] Äventyret publiceras i ungdomstidningen Le Petit Vingtième.
- 16 januari - Dell Comics publicerar The Funnies #1, den första amerikanska serietidningen med enbart originalmaterial.

- 17 januari - E.C. Segars seriefigur Karl-Alfred gör debut i serien Thimble Theatre.

## Pristagare
- Pulitzerpriset för "Editorial Cartooning": Rollin Kirby, New York World, för "Tammany"

## Födda
- 2 januari - Don Heck (död 1995), amerikansk serieskapare.
- 5 januari - Russ Manning (död 1981), amerikansk serieskapare.
- 26 januari - Jules Feiffer, amerikansk serietecknare och författare.
- 7 februari - Alejandro Jodorowsky, chilensk serieskapare och mångsysslare.
- 25 februari - Arnold Roth, amerikansk serieskapare.
- 21 mars - Gallieno Ferri, italiensk serietecknare.
- 1 april - Payut Ngaokrachang, thailändsk serietecknare och animatör.
- 3 maj - Arthur Berckmans, belgisk serieskapare.
- 17 maj - Piet Wijn, nederländsk serieskapare.
- 13 juni - Jon D'Agostino, amerikansk serietecknare.
- 24 juni - Vic Carrabotta, amerikansk serietecknare.
- 9 augusti - Fred Fredericks (död 2015), amerikansk serietecknare.
- 18 augusti - Stan Hunt (död 2006), amerikansk serietecknare.
- 21 augusti - Marie Severin, amerikansk serietecknare.
- 27 augusti - Don Perlin, amerikansk serietecknare.
- 6 december - Frank Springer, amerikansk serietecknare.
- 17 december - Dick Dillin (död 1980), amerikansk serietecknare.
- Gordon Bess (död 1989), amerikansk serietecknare, mest känd för Rödöga.
- Owen McCarron (död 2005), kanadensisk serietecknare och förläggare.
- Anant Pai, indisk serieskapare.
- Chieko Hosokawa, japansk mangatecknare.

### Fotnoter
1. ↑  20:e århundrades När Var Hur - 1929, Bernt Himmelstedt, Forum, 1999